# 남도투데이
남도투데이는 KBS광주 1라디오에서 평일 오후 4시 5분부터 오후 4시 58분까지 방송되는 시사교양 프로그램이다.

## 진행
- 임정섭 아나운서

## 역대 방송시간
| 방송 채널       | 방송 기간                           | 방송 시간                  |
| --------------- | ----------------------------------- | -------------------------- |
| KBS광주 1라디오 | 2004년 10월 18일 ~ 2005년 10월 21일 | 평일 오후 4:10 ~ 오후 4:58 |
| KBS광주 1라디오 | 2005년 10월 24일 ~ 2010년 12월 31일 | 평일 오후 3:10 ~ 오후 3:58 |
| KBS광주 1라디오 | 2011년 1월 3일 ~ 2014년 4월 4일     | 평일 오후 5:10 ~ 오후 5:58 |
| KBS광주 1라디오 | 2017년 7월 31일 ~ 2018년 9월 28일   | 평일 오후 5:10 ~ 오후 5:58 |
| KBS광주 1라디오 | 2014년 4월 7일 ~ 2017년 7월 28일    | 평일 오후 4:10 ~ 오후 4:55 |
| KBS광주 1라디오 | 2018년 10월 1일 ~ 2023년 3월 31일   | 평일 오후 5:05 ~ 오후 5:58 |
| KBS광주 1라디오 | 2025년 2월 3일 ~ 현재               | 평일 오후 4:05 ~ 오후 4:58 |